# Pont Aristide-Briand (Laval)
Pour les articles homonymes, voir Pont Aristide-Briand.
Le pont Aristide-Briand, autrefois pont Neuf est un pont construit sur la Mayenne à Laval. Il date du début du XIXe siècle et c'est le deuxième pont le plus ancien de la ville après le Pont Vieux.

## Premier projet
Il est envisagé pour la première fois au XVIIIe siècle, lorsque la ville souhaite créer un alternative au Pont Vieux et à l'axe est-ouest médiéval.
Le but est d'établir un pont à la Chiffolière pour le passage direct de la route de Bretagne. Le maire et la maison de ville sollicitent l'exécution de ce projet et se montrent même disposés à y contribuer. Ce projet suscite l'inquiétude des blanchisseurs, qui se plaignent à l'intendant. Celui-ci n'en croit rien, ni le Conseil d'Etat qui arrête en mars 1756 le principe de la construction du pont.

## Reprise du projet
Néanmoins, le projet est abandonné et seulement repris en 1804. Le pont est construit entre 1812 et 1821 et financé grâce à un emprunt. Afin de la rembourser, le passage du pont est payant. Les guérites des receveurs sont achevées en 1823 et l'édifice est ouvert en 1824. Lors de la Seconde Guerre mondiale, il est partiellement détruit par les Allemands en 1944, puis restauré par la suite.
Le pont est construit en granit et comprend trois arches en anse de panier. Chaque arche fait vingt mètres d'ouverture intérieure.
Le pont est situé sur un grand axe rectiligne, faisant communiquer la rue de la Paix sur la rive gauche avec la place du 11-Novembre sur la rive droite.